# História das missões cristãs
A História das missões cristãs é uma parte da História da Igreja que se dedica ao estudo do movimento missionário, em todas as suas dimensões, desde a Antiguidade até a Idade Contemporânea. O cristianismo, em razão de sua crença de salvação, tornou-se movimento religioso de natureza universal.
A expansão inicial da religião ocorreu de Jesusalém para a bacia do mar mediterrâneo, em cidades como Éfeso, Filipos, Tessalônica, Corinto, Roma e Alexandria. Atualmente, estima-se que existem 445.000 missionários no mundo.

## Metodologia
A investigação historiográfica das missões de propagação do cristianismo se concentra prioritariamente nas relações entre essas missões e as diversas sociedades nas quais atuaram ao longo da história - desde a Igreja primitiva até as atuais igrejas católicas, ortodoxas e protestantes. Portanto, refere-se não só à Igreja mãe e às instituições eclesiásticas que historicamente organizaram e sustentaram os movimentos missionários, como também às  relações desses movimentos com as diferentes sociedades e culturas sobre as quais atuaram  desde o seu surgimento, após o fim perseguição aos pagãos, no período tardo-romano (século IV). Portanto, incluem-se no seu objeto as missões medievais de evangelização das populações não cristianizadas da Europa Ocidental e da Europa Oriental; as missões católicas de "conversão dos gentios" iniciadas na Era dos Descobrimentos e mantidas durante a  colonização da América e da Ásia, as missões protestantes ou católicas da era dos grandes impérios europeus (séculos XIX e XX), até as atuais missões de conversão de populações autóctones, nos vários continentes.[carece de fontes?]

## Idade antiga
A primeira missão cristã ocorreu durante o período do Judaísmo do Segundo Templo, após a Grande Comissão e a Dispersão dos Apóstolos. O livro deAtos dos Apóstolos, afirma que, no dia de Pentecostes, em Jerusalém, três mil pessoas de várias origens se tornaram Cristãs depois que todos ouviram as boas novas da ressurreição de Jesus em sua própria língua: 
Os que receberam a sua palavra foram batizados, e foram admitidas naquele dia quase três mil pessoas; e perseveravam na doutrina dos apóstolos e na comunhão, no partir do pão e nas orações.

Atos dos Apóstolos 2:41-42
Organizações missionárias foram posteriormente fundadas e estabelecidas em vários países do mundo. Paulo de Tarso dedicou sua vida a pregar o cristianismo dentro do Império Romano, buscando converter tanto gentios como judeus estabelecidos fora da Palestina.
A partir da Antiguidade Tardia, atividades missionárias foram realizada por membros de ordens religiosas. Mosteiros seguiam disciplinas e apoiavam missões, bibliotecas e pesquisas práticas, todas vistas como obras para reduzir o sofrimento humano e difundir o Deus cristão. Por exemplo, comunidades nestorianas evangelizaram partes da Ásia Central, Tibete, China e Índia. Os cistercienses evangelizaram grande parte da Europa do Norte e desenvolveram muitas técnicas agrícolas clássicas europeias. São Patrício evangelizou muitos na Irlanda;  São Davi foi ativo no País de Gales.

## Idade média
Durante a Idade Média, missionários cristãos como São Patrício e Adalberto de Praga propagaram a religião além das fronteiras do antigo Império Romano. No século VII, Gregório Magno enviou missionários, incluindo Agostinho de Cantuária, para a Inglaterra, e no século VIII, cristãos ingleses, como São Bonifácio, espalharam o Cristianismo pela Alemanha. A missão hiberno-escocesa começou em 563.
No final do século XIII e início do século XIV, franciscanos como Guilherme de Rubruck, João de Montecorvino e Giovanni de Montecorvino foram enviados como missionários ao Oriente Próximo e ao Extremo Oriente. Suas viagens os levaram até a China na tentativa de converter os mongóis, especialmente os Grandes Cãs do Império Mongol. Na última parte do século XV, missionários portugueses tiveram sucesso em espalhar o Cristianismo no Reino do Congo, na África Ocidental. Em 1491, o Rei João I do Congo converteu-se ao Cristianismo, tendo sido levantadas cruzes monumentais para celebrar a conversão do Reino. O Reino do Congo permaneceu cristão pelos dois séculos seguintes.

## Período moderno

### Missões católicas
Um dos principais objetivos da expedição de Cristóvão Colombo, financiada pela Rainha Isabel I, era espalhar o Cristianismo. Durante a Era dos Descobrimentos, Espanha e Portugal estabeleceram muitas missões em suas colônias americanas e asiáticas. As ordens mais ativas foram os Jesuítas, Agostinianos, Franciscanos e Dominicanos. Os portugueses enviaram missões para a África. Embora algumas dessas missões estivessem associadas ao imperialismo e à opressão, outras (notavelmente a missão jesuíta de Matteo Ricci na China) foram relativamente pacíficas e focadas na inculturação em vez do imperialismo cultural.
Em Portugal e na Espanha, a religião era parte integrante do estado e a evangelização era vista como tendo benefícios tanto seculares quanto espirituais. Onde quer que essas potências tentassem expandir seus territórios ou influência, os missionários logo os seguiam. Pelo Tratado de Tordesilhas, as duas potências dividiram o mundo entre elas em esferas exclusivas de influência, comércio e colonização. A proselitização da Ásia tornou-se vinculada à política colonial portuguesa.
A partir de 1499, o comércio português com a Ásia rapidamente se mostrou lucrativo. Quando os jesuítas chegaram à Índia por volta de 1540, o governo colonial em Goa apoiou a missão com incentivos para cristãos batizados. A partir de 1552, a Igreja enviou jesuítas para a China e outros países da Ásia.

### Missões protestantes
A Reforma se desenrolou na Europa no início do século XVI. Durante mais de cem anos, ocupadas com a sua luta contra a Igreja Católica, as primeiras igrejas protestantes, como um corpo, não estavam fortemente focadas em missões para terras "pagãs". Em vez disso, o foco inicial era mais nas terras cristãs, na esperança de espalhar a fé protestante, identificando o papado com o Anticristo.
Nos séculos que se seguiram, as igrejas protestantes começaram a enviar missionários em número crescente, espalhando a proclamação da mensagem cristã para povos previamente não alcançados. Na América do Norte, missionários para os nativos americanos incluíam Jonathan Edwards (1703–1758), o conhecido pregador do Grande Despertar. Ele se tornou um missionário para os nativos Housatonic e um firme defensor deles contra o imperialismo cultural. 
À medida que a cultura europeia foi estabelecida no meio dos povos indígenas, a distância cultural entre cristãos de diferentes culturas tornou-se difícil de superar. Durante a colonização espanhola das Américas, os missionários católicos aprenderam as línguas dos ameríndios e desenvolveram sistemas de escrita para elas. Eles então pregavam para os povos indígenas nessas línguas (quéchua, guarani, náuatle) em vez de espanhol, para manter os índios afastados dos "pecadores" brancos. Um caso extremo de segregação ocorreu nas Reduções Guaranis, uma região teocrática semi-independente estabelecida pelos jesuítas na região do futuro Paraguai entre o início do século XVII e 1767.
Missionários protestantes das tradições anglicana, luterana e presbiteriana começaram a chegar ao que então era o Império Otomano na primeira metade do século XIX. Isso eventualmente levou à criação do que hoje são a Igreja Evangélica Luterana na Jordânia e na Terra Santa e a sede do Bispo Anglicano em Jerusalém. Além disso, foi durante esse tempo que a Christian and Missionary Alliance iniciou sua atividade missionária em Jerusalém.

## Período contemporâneo
Atualmente, diversos países enviam e financiam missionários para o exterior, mas também os recebem de outros países. Em 2010, os Estados Unidos enviaram 127.000 missionários, enquanto 32.400 vieram para o país. O Brasil ficou em segundo lugar, enviando 34.000 e recebendo 20.000. A França enviou 21.000 e recebeu 10.000. A Grã-Bretanha enviou 15.000 e recebeu 10.000. A Índia enviou 10.000 e recebeu 8.000. A maior agência de envio nos Estados Unidos é a Igreja de Jesus Cristo dos Santos dos Últimos Dias que, até 2019, tinha 67.000 jovens missionários em tempo integral em todo o mundo, com muitos outros missionários mais velhos servindo em circunstâncias semelhantes.

### Missões católicas
O Concílio Vaticano II teve um impacto profundo nas missões católicas ao redor do mundo. As relações da Igreja com religiões não cristãs, como o Judaísmo e o Islamismo, foram revisadas. Um declínio acentuado no número de pessoas entrando no sacerdócio e na vida religiosa no Ocidente fez com que a Igreja olhasse cada vez mais para os leigos. Comunidades como a Opus Dei surgiram para atender a essa necessidade.
A inculturação tornou-se cada vez mais um tema chave da reflexão missiológica para os católicos. A inculturação é entendida como o encontro da mensagem cristã com uma comunidade em seu contexto cultural.
A Teologia da Libertação e a reforma litúrgica também foram importantes na formação e influência da missão da Igreja Católica nos séculos XX e XXI.
O Papa Bento XVI fez da re-evangelização da Europa e da América do Norte uma prioridade em seu próprio ministério, mesmo enquanto a alta liderança da hierarquia católica romana e o colégio de cardeais têm mais membros da América Latina, África e Ásia do que nunca antes. Os papas Paulo VI e João Paulo II publicaram encíclicas, Evangelii nuntiandi e Redemptoris missio, respectivamente, exortando as missões.

### Missões protestantes
O Pacto de Lausana de 1974 deu origem a um movimento que apoia a missão evangélica entre não-cristãos e cristãos nominais. Este movimento considera "missão" como algo destinado a "formar um movimento viável de plantação de igrejas indígenas e de transformação mundial." Esta definição é motivada por um tema teológico imperativo da Bíblia de tornar Deus conhecido, conforme delineado na Grande Comissão. A definição é considerada um resumo dos atos do ministério de Jesus, que é tomado como um modelo de motivação para todos os ministérios. Este movimento missionário cristão busca implementar igrejas seguindo o padrão dos Apóstolos do primeiro século. O processo de formação de discípulos é necessariamente social. "Igreja" deve ser entendida no sentido mais amplo, como um corpo de crentes em Cristo, e não simplesmente como um edifício. Nesta visão, mesmo aqueles que já são culturalmente cristãos devem ser "evangelizados".